# Peter Neufert
Pour les articles homonymes, voir Neufert.
Peter Hermann Ernst Neufert (né le 11 avril 1925 à Freyburg, mort le 27 décembre 1999 à Cologne) est un architecte allemand.

## Biographie
Peter Neufert est le fils aîné d'Ernst Neufert et de son épouse Alice Spies-Neufert. Ses parents divorcent lorsqu'il a dix ans. Après un séjour en internat à Willow près de Cologne, il va à l’école Rudolf Steiner de Dresde. Après la fermeture de l'école par les nazis en 1941, il s'installe à la Dreikönigschule à Dresde. Il a l'abitur en 1943. Il fait le service militaire et suit une formation de pilote. Après la Seconde Guerre mondiale, il étudie l'architecture à l'université de technologie de Darmstadt, où son père est professeur. En 1949, il termine ses études avec succès et travaille pour le bureau d'architecture de son père à Darmstadt.
En 1953, Peter Neufert et son père fondent le cabinet d'architecture Neufert und Neufert à Cologne. Après des affrontements entre fils et père, Ernst Neufert quitte le cabinet en 1955. Peter Neufert renomme le cabinet Atelier Neufert. En 1972, une succursale ouvre à Lisbonne, au Portugal. En 1973, il fonde le bureau Planungs AG Neufert & Cie avec Siegfried Richter et Peter Mittmann. Neufert assume le poste de président. En 1985, Peter Neufert s'installe au Portugal. En 1990, il acquiert la maison parentale Neufert à Weimar et la rénove.

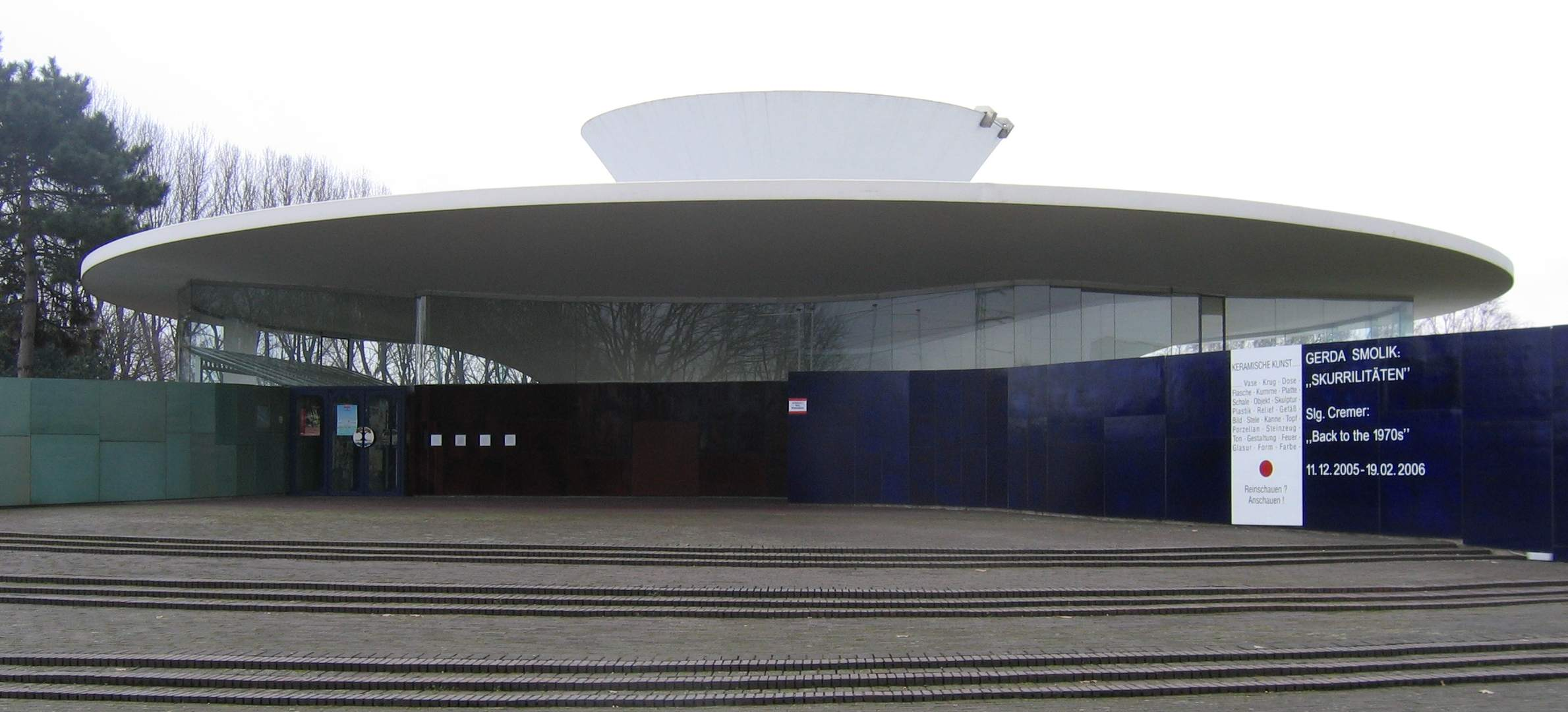
Le Keramion

Parmi les œuvres les plus significatives de Peter Neufert, qui travaille d'abord principalement en Rhénanie, à Cologne, on compte les sièges des entreprises Gebrüder Finger et Industriegas GmbH, la Haus X1 et le musée Keramion.
Peter Neufert poursuit avec d'autres la rédaction du livre Les Éléments des projets de construction initié par son père.
Peter Neufert épouse en 1950 sa camarade de classe Renate Stahl, qui meurt en 1956. Son deuxième mariage en 1958 est avec Marys Stüssgen, fille de l'homme d'affaires Cornelius Stüssgen.

## Distinctions
- Commandeur de l'ordre du Mérite du Portugal

## Source, notes et références
- (de) Cet article est partiellement ou en totalité issu de l’article de Wikipédia en allemand intitulé « Peter Neufert » (voir la liste des auteurs).